# Leiblach
La Leiblach est une rivière allemande et autrichienne de 33 km de long qui se jette dans le lac de Constance, elle est donc un affluent du Rhin.
Elle prend sa source près de la ville bavaroise de Heimenkirch puis coule vers le sud-ouest. Elle constitue ensuite la frontière germano-autrichienne pour finir dans le lac entre Lindau et Lochau.